# 石川县旗
石川县旗（日语：／ Ishikawakenki）是日本的47面都道府县旗之一。

## 概要
石川县旗于1974年10月1日制定。图案是汉字“石川”与能登半岛形状的变体。其中，青色的底面，象征着石川一切的绿野、澄澈的水、洁净的空气受惠于青色的日本海。在1976年制定出《石川县旗（县章）使用规范》之前，石川县政府使用的是日本其他地区有关都道府县旗的规定。

## 脚注
1. ↑  . 石川県 （日语）.[永久]